# Il mondo avrà una grande anima
Il mondo avrà una grande anima è un album discografico del cantautore italiano Ron, pubblicato nel 1988.
Il disco è registrato dal vivo, con l'unica eccezione di due brani inediti registrati in studio: Helena e Il mondo avrà una grande anima, il brano presentato al Festival di Sanremo di quell'anno e ispirato al volo su Mosca dell'aviatore tedesco Mathias Rust.
L'album contiene la canzone Chissà se lo sai, composta per Lucio Dalla che l'aveva inserita nell'album Bugie del 1986, qui pubblicata per la prima volta nell'interpretazione di Ron.

## Tracce
1. Il mondo avrà una grande anima – 4:34
2. Joe Temerario – 6:04
3. Chissà se lo sai – 4:02
4. Parliamo un po' di te – 5:24
5. Anima – 4:47
6. Helena – 4:40
7. Per questa notte che cade giù – 4:05
8. Io ti cercherò – 5:39
9. Il bambino dov'è – 4:29
10. Padrone del tuo cuore – 4:29
11. Una città per cantare – 4:29
12. Arriverò a mezzogiorno – 4:02
13. Il gigante e la bambina – 4:57